# Jo Mielziner
Jo Mielziner (Paris, 19 de março de 1901 — Nova Iorque, 15 de março de 1976) foi um diretor de arte estadunidense. Venceu o Oscar de melhor direção de arte na edição de 1956 por Picnic, ao lado de William Flannery e Robert Priestley.